# Риос, Брэндон
Брэндон Риос (англ. Brandon Rios; род. 29 апреля 1986 года, Лаббок, Техас, США) — американский боксёр-профессионал, выступающий в полусредней весовой категории. Чемпион мира по версии WBA (2011).

## Любительская карьера
Брэндон Риос провёл на любительском ринге 265 поединков. Из них выиграл 230 поединков.
В 2004 году выиграл чемпионат США.

## Профессиональная карьера
На профессиональном ринге Риос дебютировал в 2004 году.
В 2008 году Брэндон раздельным решением победил Рикардо Домингеса. В этом же году свёл вничью поединок с Мануэлем Пересом.
6 февраля 2010 года завоевал титул Северной Америки по версии NABF, нокаутировав в третьем раунде Хорхе Луиса Терона (23-1-1).
11 сентября 2010 года победил дисквалификацией непобеждённого американца Энтони Петерсона (30-0).
В 2011 году нокаутировал Мигеля Акоста и завоевал титул чемпиона мира по версии WBA в лёгком весе.
14 апреля 2012 года раздельным решением судей победил кубинца Ричарда Абриля.
В 2012 году перешёл во второй лёгкий вес и нокаутировал непобеждённого Майка Альварадо (33-0). В следующем году состоялся матч реванш, в котором Альварадо победил Риоса по очкам и нанёс ему первое поражение в карьере.
24 ноября 2013 года в Макао, Брэндон Риос встретился со звёздным филиппинцем, Мэнни Пакьяо. Пакьяо победил по очкам, и нанёс Риосу второе поражение в карьере.
В 2014 году Риос рассматривался как один из основных кандидатов на бой с россиянином, Русланом Проводниковым, но стороны не смогли достичь успехов в переговорах.
7 ноября 2015 года проиграл Тимоти Бредли нокдауном в девятом раунде бой за титул чемпиона мира по версии WBO в полусреднем весе.

## Таблица боёв
В таблице перечислены результаты всех поединков боксёров.
В каждой строке указан результат поединка. Дополнительно номер поединка обозначен цветом, который обозначает итог поединка. Расшифровка обозначений и цветов представлена в нижеследующей таблице.
| Пример | Расшифровка                     |
| ------ | ------------------------------- |
|        | Победа                          |
|        | Ничья                           |
|        | Поражение                       |
|        | Планируемый поединок            |
|        | Поединок признан несостоявшимся |
| КО     | Нокаут                          |
| ТКО    | Технический нокаут              |
| PTS    | Решение судей (по очкам)        |
| UD     | Единогласное решение судей      |
| MD     | Решение большинства судей       |
| SD     | Раздельное решение судей        |
| RTD    | Отказ от продолжения боя        |
| DQ     | Дисквалификация                 |
| NC     | Поединок признан несостоявшимся |

| Результат | Дата            | Соперник                    | Место боя                   | Подробности       | Комментарии |
| --------- | --------------- | --------------------------- | --------------------------- | ----------------- | --- |
| 34-4-1    | 17 февраля 2018 | Дэнни Гарсия (33-1)         | Лас-Вегас, США              | TKO 9 (12), 2:25  | |
| 34-3-1    | 11 июня 2017    | Аарон Эррера (32-6-1)       | Ланкастер (Калифорния), США | KO 7 (10), 2:11   | |
| 33-3-1    | 7 ноября 2015   | Тимоти Брэдли (32-1-1)      | Лас-Вегас, США              | TKO 9 (12), 2:49  | Бой за титул чемпиона мира по версии WBO в полусреднем весе. Риос дважды в нокдауне в 9-м раунде.                                 |
| 33-2-1    | 24 января 2015  | Майк Альварадо (34-3)       | Брумфилд, США               | RTD 3 (12), 3:00  | Бой за вакантный титул WBO International в полусреднем весе.                                                                      |
| 32-2-1    | 2 августа 2014  | Диего Габриэль Чавес (23-1) | Лас-Вегас, США              | DQ 9 (10), 1:26   | 74-75, 75-74, 74-75. |
| 31-2-1    | 24 ноября 2013  | Мэнни Пакьяо (54-5-2)       | Макао, Китай                | UD (12)           | 108-120, 109-119, 110-118. Бой за вакантный титул WBO International в полусреднем весе.                                           |
| 31-1-1    | 30 марта 2013   | Майк Альварадо (33-1)       | Лас-Вегас, США              | UD (12)           | 113-115, 113-115, 113-114. Бой за временный титул WBO в первом полусреднем весе.                                                  |
| 31-0-1    | 13 октября 2012 | Майк Альварадо (33-0)       | Карсон (Калифорния), США    | TKO 7 (10), 1:57  | Выиграл временный титул WBO Latino в первом полусреднем весе.                                                                     |
| 30-0-1    | 14 апреля 2012  | Ричард Абриль (17-2-1)      | Лас-Вегас, США              | SD (12)           | 116-112, 115-113, 111-117. Не разыгран вакантный титул WBA в лёгком весе, Риос не вписался в лимит веса.                          |
| 29-0-1    | 3 декабря 2011  | Джон Мюррей (31-1)          | Нью-Йорк, США               | TKO 11 (12), 2:06 | Не разыгран вакантный титул WBA в лёгком весе, Риос не вписался в лимит веса; Мюррей оштрафован за удары ниже пояса в 7-м раунде. |
| 28-0-1    | 9 июля 2011     | Урбано Антильон (28-2)      | Карсон (Калифорния), США    | KO 3 (12), 2:39   | Защитил титул WBA в лёгком весе; Антильон 2 раза в нокдауне в 3-м раунде.                                                         |
| 27-0-1    | 26 февраля 2011 | Мигель Акоста (28-3-2)      | Лас-Вегас, США              | TKO 10 (12), 1:14 | Выиграл титул WBA в лёгком весе (первый титул чемпиона мира в карьере Риоса); Акоста в нокдаунах в 6, 8, 10-м раундах.            |